# Satraparchis inspersa
Satraparchis inspersa är en fjärilsart som beskrevs av Felder 1875. Satraparchis inspersa ingår i släktet Satraparchis och familjen mätare. Inga underarter finns listade.